# Manglaur
Manglaur – miasto w północnych Indiach w stanie Uttarakhand, na zagórzu gór Siwalik.
Populacja miasta w 2001 roku wynosiła 42 782 mieszkańców.